# On ira
On ira – singel promujący drugi album francuskiej piosenkarki Zaz, pt. Recto verso.

## Notowania
Szczecińska Lista Przebojów i Lista Przebojów Radia Łódź to audycje, w których singiel „On ira” znalazł się na pierwszym miejscu. Na Liście Przebojów Radia Łódź singiel utrzymuje się 33 tygodnie (stan na 1 grudnia 2013 r.), tworząc rekord przebywania na Liście Przebojów Radia Łódź.
| Lista (2013)                       | Najwyższa pozycja |
| ---------------------------------- | ----------------- |
| Lista Przebojów Programu Trzeciego | 33                |
| Szczecińska Lista Przebojów        | 1                 |
| Extralista RDC                     | 5                 |
| Index Lista                        | 17                |
| Lista Przebojów Radia Łódź         | 1                 |

## Teledysk
Za realizację wideoklipu odpowiada Gilles Portes; produkcja - Cotone Productions. Teledysk opublikowano w serwisie Vevo 27 marca 2013 r.